# Тёльцер, Андреас
Андреас Тёльцер (нем. Andreas Tölzer; род. 27 января 1980, Северный Рейн-Вестфалия, Германия) — немецкий дзюдоист, выступающий в тяжёлой весовой категории свыше 100 кг. Бронзовый призёр Олимпийских игр 2012 года.

## Биография
В 2012 году на Олимпийских играх в Лондоне в четвертьфинале победил венгерского дзюдоиста Барна Бора, но в полуфинале проиграл российскому дзюдоисту Александру Михайлину (в итоге завоевавшему серебряную медаль), в борьбе за третье место победил белоруса Игоря Макарова и завоевал бронзовую медаль в весовой категории свыше 100 кг.

## Выступления на Олимпиадах
| Олимпиада   | Дисциплина                  | Место   |
| ----------- | --------------------------- | ------- |
| Афины 2004  | дзюдо, мужчины свыше 100 кг | 7 место |
| Пекин 2008  | дзюдо, мужчины свыше 100 кг | 9 место |
| Лондон 2012 | дзюдо, мужчины свыше 100 кг | 3 место |